# Ramon Miller
Pour les articles homonymes, voir Miller.
Ramon Miller, né le 17 février 1987 à Nassau, est un athlète bahaméen, spécialiste du 400 mètres.

## Biographie
Son meilleur temps est de 44 s 87, obtenu à Nassau le 23 juin 2012.
En août 2012, lors des Jeux olympiques de Londres, Ramon Miller remporte la médaille d'or du relais 4 × 400 m aux côtés de Chris Brown, Demetrius Pinder et Michael Mathieu. L'équipe des Bahamas, qui établit un nouveau record national en 2 min 56 s 72, devance les États-Unis et Trinité-et-Tobago.

## Palmarès
| Date | Compétition               | Lieu        | Résultat | Epreuve   |
| ---- | ------------------------- | ----------- | -------- | --------- |
| 2010 | Jeux du Commonwealth      | New Delhi   | 3e       | 45 s 55   |
| 2011 | Jeux panaméricains        | Guadalajara | 3e       | 45 s 01   |
| 2012 | Jeux olympiques           | Londres     | 1er      | 4 × 400 m |
| 2015 | Relais mondiaux de l'IAAF | Nassau      | 2e       | 4 × 400 m |
| 2015 | Championnats NACAC        | San José    | 2e       | 4 x 400 m |